# A Pan Am 103-as járatának emlékműve
A Pan Am 103-as járatának emlékműve (Pan Am Flight 103 Memorial vagy Lockerbie Memorial Cairn) az Arlingtoni Nemzeti Temetőben áll, és a líbiai titkos ügynökök által 1988. december 21-én felrobbantott repülőgép áldozatai előtt tiszteleg.
A Pan Am 103-as járata 27 perccel a londoni felszállás után a levegőben, a skóciai Lockerbie felett felrobbant. A merényletben 270-en vesztették életüket, közülük 11-en a földön. A repülőn tartózkodó 259 ember 21 országot képviselt, többségük, 190 amerikai volt. A gépen négy magyar utazott: Drucker Róbertné Gábor Ibolya, Roller János Gábor, Rollerné Pisák Zsuzsanna és Roller Edina.
1989-ben Skóciában megalakult a katasztrófa áldozatainak emlékét őrző The Lockerbie Air Disaster Trust. Ennek segítségével gyűjtés kezdődött az Amerikai Egyesült Államoknak ajándékozandó emlékműhöz. A szükséges összeg skót magánszemélyek adományából állt össze. A tervező munkákat a Haines Lundburg Waehler építésziroda pro bono vállalta.
Miután az Amerikai Egyesült Államok Kongresszusa elfogadta a jogszabályt, amely az Arlingtoni Nemzeti Temetőt jelölte ki a halottak előtt tisztelgő emlékmű helyszíneként, Bill Clinton elnök 1993. november 24-én aláírta a törvényt, majd december 21-én, a terrorista támadás ötödik évfordulóján szimbolikusan megkezdődött az építkezés.
Az emlékmű egy cairnt formáz, amely hagyományos temetkezési építmény Skóciában. A tömzsi torony a halottak számával megegyező 270 téglából épült. A homokkövet a 103-as járat egykori útvonalán fekvő, Lockerbie-től nagyjából 12 kilométerre található Corsehill kőfejtőben bányászták, amely a New York-i Szabadság-szobor talapzatának anyagát is szállította.

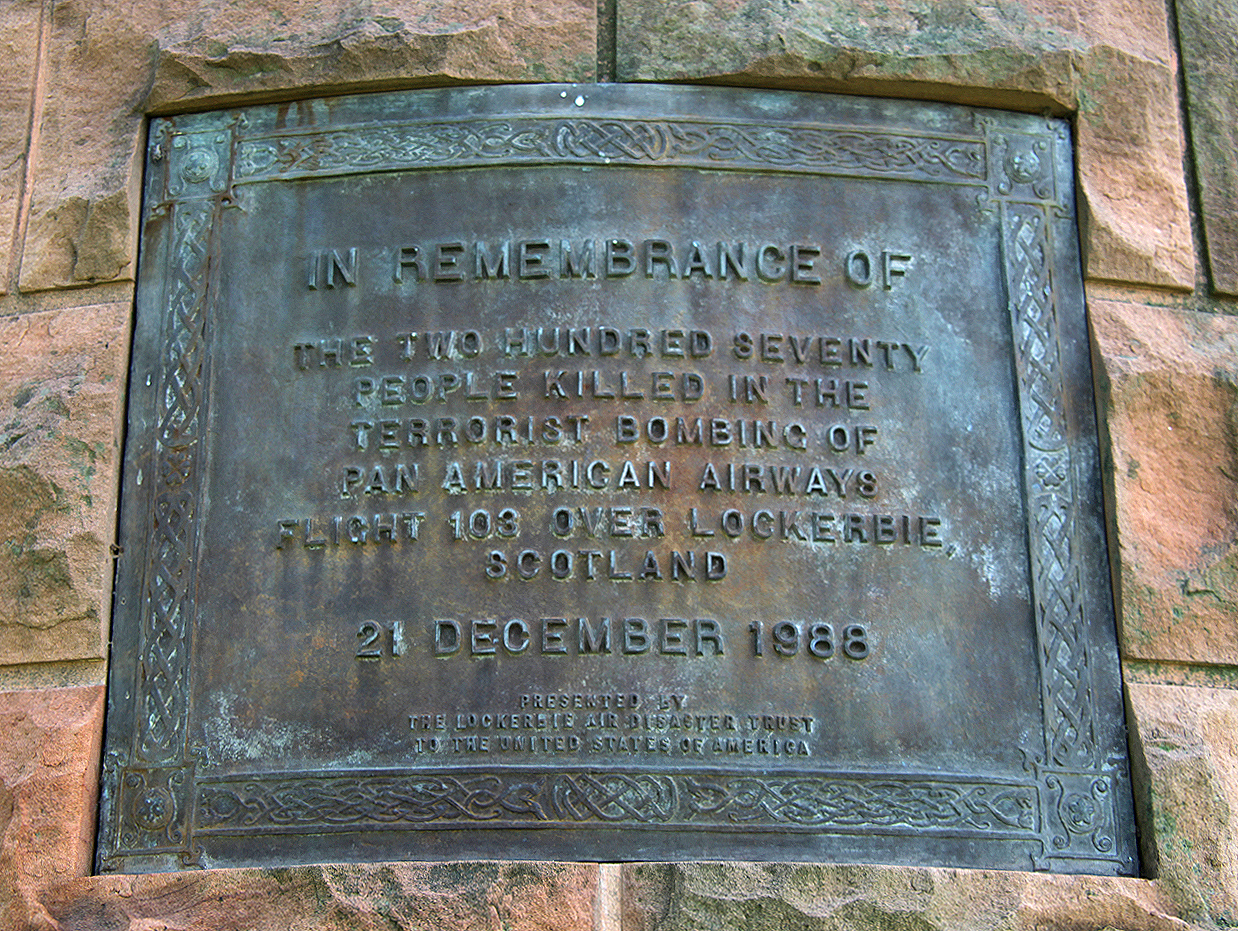
A bronztábla

A kőhalom talapzatára a következő feliratot vésték: „1988. december 21-én terroristák pokolgépe megsemmisítette a Pan American 103-as járatát a skóciai Lockerbee felett, megölve mindenkit a fedélzeten és 11 embert a földön. A 270 skóciai kő, amelyből ez az emlékhalom összeállt, azoknak állít emléket, akik életüket vesztették ebben az Amerika elleni támadásban.” Hasonló szöveg olvasható az emlékműre helyezett bronztáblán is. A talapzatba belevésték valamennyi áldozat nevét.
Az emlékművet Bill Clinton leplezte le 1995. november 3-án. Az ünnepségen, amelyen több mint kétezren vettek részt, az amerikai elnök azt mondta: „Ez a kőhalom emlékeztetőnk arra, hogy soha, de soha nem csökkenthetjük erőfeszítésinket, amíg bíróság elé nem állítjuk a bűnözőket.”
Az építkezés kivitelezője a Miller Druck Specialty Contracting, Inc. volt. Magát az emlékművet Donald T. Bogie tervezte, a bronztáblát pedig J. Clayton Bright szobrász készítette, akinek fivére, Nicholas Bright a gép fedélzetén utazott. Az emlékműnél minden év november 21-én a halottakra emlékező istentiszteletet tartanak, amelyet a  Pan Am Flight 103, Inc. szervez. Ez a legnagyobb olyan szervezet az Amerikai Egyesült Államokban, amely áldozatokat és hozzátartozóikat tömöríti.